# Liebistorf
Liebistorf är en ort i kommunen Gurmels i kantonen Fribourg, Schweiz. Liebistorf var tidigare en egen kommun, men den 1 januari 2003 inkorporerades den i Gurmels.